# Любовники (фильм, 2020)
«Любовники» (фр. Amants) — французский триллер 2020 года, снятый Николь Гарсиа по сценарию, написанному совместно с Жаком Фьески. В главных ролях: Стейси Мартен, Пьер Нине и Бенуа Мажимель.
Мировая премьера состоялась на Венецианском кинофестивале 3 сентября 2020 года.

## Сюжет
Лиза учится в школе отельеров в Париже и по-прежнему влюблена в Симона — любовь своей юности, который отвечает ей взаимностью. Однажды ночью происходит драма — Симон «угощает» кокаином своего приятеля, которому внезапно становится плохо. Симон отказывается вызывать скорую и пытается сам спасти приятеля, но тот умирает от передозировки. Спасаясь от возможных обвинений, любовники заметают следы преступления — ликвидируют следы своего присутствия в квартире и выбрасывают в реку телефоны и вещи. Затем Симон планирует переехать в Брюссель, где хочет продать свой мотоцикл и уехать куда-нибудь подальше.
Он срочно покидает Францию, а Лиза остаётся. Проходит несколько лет, от Симона нет вестей. Лизу исключают из школы, и она подрабатывает гардеробщицей в баре. Через некоторое время Лиза выходит замуж за Лео, состоятельного бизнесмена старше её на много лет. Она с мужем летит на один из островов Индийского океана присматривать место для строительства отеля, а заодно подобрать себе ребёнка для усыновления. Неожиданно там Лиза встречает Симона…
Поначалу общение между ними происходит довольно холодно. Симон рассказывает, что уехал в Таиланд, затем открыл с партнёром игорный дом в Маниле, но потом разорился и сейчас вынужденно подрабатывает на Маврикии. После короткой сцены выяснения отношений они понимают, что их чувства вспыхнули вновь и они проводят вместе ночь на пляже. Утром Лиза возвращается в отель на автобусе, но муж ничего не заподозрил, поскольку сам только что вернулся из деловой поездки. Лизу мучают угрызения совести и она предлагает Симону расстаться. Лиза с мужем уезжают в Женеву.
Лиза продолжает встречаться с Симоном в отеле. Они вдвоём, втайне от мужа Лизы, уезжают на горнолыжный курорт, где продолжают выяснять отношения, поскольку Симона явно тяготит роль любовника замужней женщины. Лиза устраивает у себя дома вечеринку, на которую приглашает Симона в качестве повара. После ужина Лео благодарит Симона за прекрасно приготовленные блюда, а в конце вечера просит его на следующий день отвезти Лео по делам в Женеву и обратно. На обратном пути подвыпивший Лео разговорился, а Симон очень осторожно отвечал на вопросы, чтобы не выдать себя.
На одной из деловых встреч с Лео Натали вспомнила Лизу и их общего приятеля, который умер от передозировки. Она также припомнила некоего друга Лизы, с которым они были  близки, но Натали не помнит точно его имени. Лео показал ей фото, на котором Натали узнала Симона. Лео начинает разыскивать Симона.
Симон предлагает Лизе уехать с ним и покупает пистолет. Любовники начинают планировать преступление. 
Лео находит отель, в котором живёт Симон. Он расспрашивает Симона об обстоятельствах гибели его приятеля и намекает, что полиция ещё не закрыла то дело. Лео пытается выяснить, что они с Лизой замышляют. Симон откровенно говорит, что хочет, чтобы Лео не существовало. Тем не менее, на следующий день Лео через свою секретаршу передаёт Симону какой-то конверт. Симон уезжает из города.
Вечером во время ужина Лиза настойчиво просит Лео уйти из дома, но Лео спокойно говорит, что Симон не придёт. Однако в темноте Лео замечает Симона с пистолетом, который ходит во дворе их дома. Лео достаёт свой пистолет из сейфа и стреляет в Симона. Наутро тело Симона увозит полиция, а Лео просит Лизу молчать. Но она признаётся полиции, что знает убитого.

## В ролях
- Стейси Мартен — Лиза Редлер
- Пьер Нине — Симон
- Бенуа Мажимель — Лео
- Роксана Дюран — Натали

## Производство
В декабре 2018 года стало известно, что Стейси Мартен, Пьер Нине и Бенуа Мажимель присоединились к актёрскому составу фильма, а Николь Гарсиа выступит режиссёром по сценарию, написанному совместно с Жаком Фьески.

## Релиз
Мировая премьера состоялась на Венецианском кинофестивале 3 сентября 2020 года.

## Критика
Фильм вызвал противоречивые рецензии французских критиков. Так, в L’Humanité фильм был назван «элегантным триллером», L’Obs назвал фильм «современным любовным треугольником», которому режиссёр «даёт новую жизнь», критик Le Figaro писал о фильме как о «прекрасно сработанном». Напротив, критик издания Les Inrockuptibles отмечал, что «психологический триллер опломбирован чувственным цинизмом», Le Journal du Dimanche обвинял режиссёра в том, что он «лишь наблюдает [за героями], но не развивает [сюжет]», а автор Marianne отмечал, что фильм «страдает от сценарных несостыковок».